# Cape Girardeau
Cape Girardeau (fr. Cap-Girardeau) – miasto na pograniczu hrabstw Cape Girardeau i Scott, w stanie Missouri, w Stanach Zjednoczonych. W 2020 roku miasto liczyło 39,5 tys. mieszkańców. Miasto położone jest na zachodnim brzegu rzeki Missisipi.
26 kwietnia 1863 roku, podczas wojny secesyjnej w pobliżu miasta rozegrała się bitwa pod Cape Girardeau.
W pobliżu Cape Giradeau przebiega autostrada międzystanowa nr 55.

## Ludność
Według danych z 2019 roku 81,2% mieszkańców identyfikowało się jako biali (78,8% nie licząc Latynosów), 12,8% jako czarni lub Afroamerykanie, 2,8% miało pochodzenie azjatyckie, 2,6% było rasy mieszanej i 0,11% to rdzenni Amerykanie. Latynosi stanowili 3,1% ludności miasta.
Do największych grup należały osoby pochodzenia niemieckiego (24,4%), „amerykańskiego” (14,9%),  irlandzkiego (10,0%), angielskiego (8,0%) i szkockiego lub szkocko–irlandzkiego (3,2%). Polacy stanowili 1% populacji miasta.

## Religia
Główne miasto Cape Girardeau posiada jeden z najwyższych odsetków zielonoświątkowców wśród miast USA, z 15,5% populacji będących członkami takich kościołów. Wśród większych miast w stanie Missouri większy odsetek ma jedynie Springfield.
Do największych grup religijnych obszaru metropolitalnego Cape Girardeau, w 2010 roku należały:
- Południowa Konwencja Baptystów – 13 240 członków w 40 zborach
- Kościół katolicki – 12 860 członków w 7 kościołach
- Kościoły zielonoświątkowe (głównie Zbory Boże) – ponad 12 tys. członków w 23 zborach
- Kościół Luterański Synodu Missouri – 9647 członków w 16 kościołach
- Zjednoczony Kościół Metodystyczny – 7265 członków w 25 zborach

## Urodzeni w Cape Girardeau
- Rush Limbaugh (1951–2021) – osobowość radiowa, komentator polityczny[6]
- Linda Godwin (ur. 1952) – astronautka
- Dale Dye (ur. 1944) – przedsiębiorca, aktor i pisarz
- Daizee Haze (ur. 1983) – wrestlerka
- Chic Hecht (1928–2006) – polityk, ambasador USA na Bahamach
- Billy Swan (ur. 1942) – piosenkarz
- A.J. Ellis (ur. 1981) – baseballista